# Hemithea acaudata
Hemithea acaudata är en fjärilsart som beskrevs av Holloway 1979. Hemithea acaudata ingår i släktet Hemithea och familjen mätare. Inga underarter finns listade i Catalogue of Life.